# Бингенхайм
Бингенхайм (на немски: Bingenheim) е част от общината Ехцел в район Ветераукрайз в Хесен, Германия с 1580 жители (на 30 юни 2011).
Бингенхайм е споменат за пръв път в документ между 1015 и ок. 1025 г. в Codex Eberhardi.

На 1 август 1972 г. Бингенхайм влиза в общината Ехцел.